# Antigua e Barbuda ai Giochi della XXVIII Olimpiade
Antigua e Barbuda partecipò ai Giochi della XXVIII Olimpiade, svoltisi ad Atene, Grecia, dal 13 al 29 agosto 2004, con una delegazione di 5 atleti impegnati in due discipline.

## Delegazione
| Sport            | Uomini | Donne | Totale |
| ---------------- | ------ | ----- | ------ |
| Atletica leggera | 2      | 1     | 3      |
| Nuoto            | 1      | 1     | 2      |
| Totale           | 3      | 2     | 5      |

## Risultati

### Atletica leggera
| Q | Qualificato al turno successivo per la Classifica in qualificazione                                                          |
| q | Qualificato per il turno successivo per ripescaggio o, negli eventi su campo, conquistando la misura minima per qualificarsi |

Maschile
Eventi su pista e strada
| Atleta            | Evento         | Batteria  | Batteria   | Quarti di finale | Quarti di finale | Semifinale      | Semifinale      | Finale          | Finale          |
| Atleta            | Evento         | Risultato | Classifica | Risultato        | Classifica       | Risultato       | Classifica      | Risultato       | Classifica      |
| ----------------- | -------------- | --------- | ---------- | ---------------- | ---------------- | --------------- | --------------- | --------------- | --------------- |
| Daniel Bailey     | 100 m maschili | 10"51     | 5º         | non qualificato  | non qualificato  | non qualificato | non qualificato | non qualificato | non qualificato |
| Brendan Christian | 200 m maschili | 20"71     | 5º q       | 20"63            | 7º               | non qualificato | non qualificato | non qualificato | non qualificato |

Femminile
Eventi su pista e strada
| Atleta         | Evento          | Batteria  | Batteria   | Quarti di finale | Quarti di finale | Semifinale      | Semifinale      | Finale          | Finale          |
| Atleta         | Evento          | Risultato | Classifica | Risultato        | Classifica       | Risultato       | Classifica      | Risultato       | Classifica      |
| -------------- | --------------- | --------- | ---------- | ---------------- | ---------------- | --------------- | --------------- | --------------- | --------------- |
| Heather Samuel | 100 m femminili | 12"05     | 6ª         | non qualificata  | non qualificata  | non qualificata | non qualificata | non qualificata | non qualificata |

### Nuoto
Maschile
| Atleta           | Evento            | Batterie | Batterie   | Semifinali      | Semifinali      | Finale          | Finale          |
| Atleta           | Evento            | Tempo    | Classifica | Tempo           | Classifica      | Tempo           | Classifica      |
| ---------------- | ----------------- | -------- | ---------- | --------------- | --------------- | --------------- | --------------- |
| Malique Williams | 50 m stile libero | 32"86    | 82º        | non qualificato | non qualificato | non qualificato | non qualificato |

Femminile
| Atleta            | Evento            | Batterie | Batterie   | Semifinali      | Semifinali      | Finale          | Finale          |
| Atleta            | Evento            | Tempo    | Classifica | Tempo           | Classifica      | Tempo           | Classifica      |
| ----------------- | ----------------- | -------- | ---------- | --------------- | --------------- | --------------- | --------------- |
| Christal Clashing | 50 m stile libero | 31"55    | 67ª        | non qualificata | non qualificata | non qualificata | non qualificata |